# Bactris guineensis
Bactris guineensis är en enhjärtbladig växtart som först beskrevs av Carl von Linné, och fick sitt nu gällande namn av Harold Emery Moore. Bactris guineensis ingår i släktet Bactris och familjen Arecaceae. Inga underarter finns listade i Catalogue of Life.

## Bildgalleri

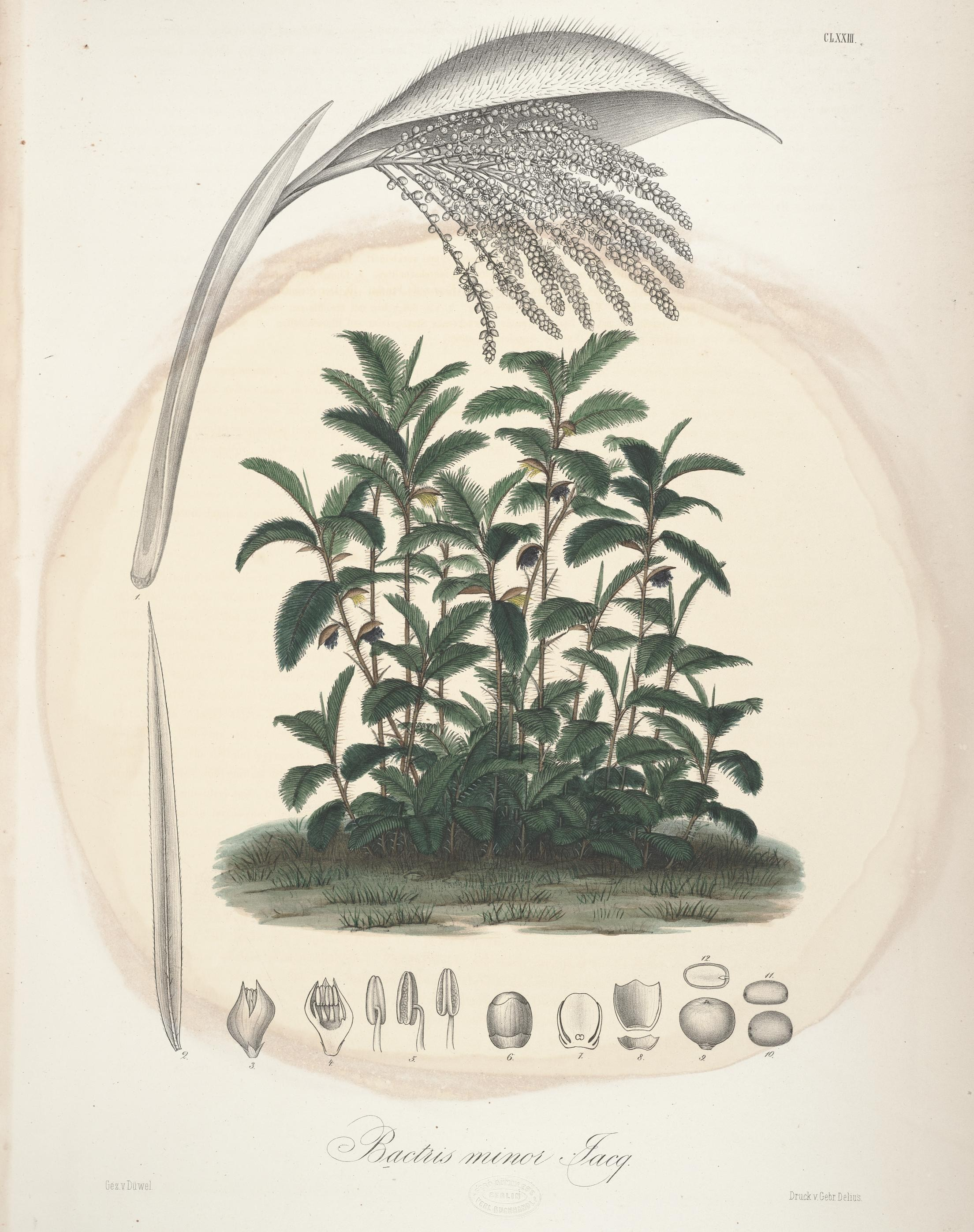
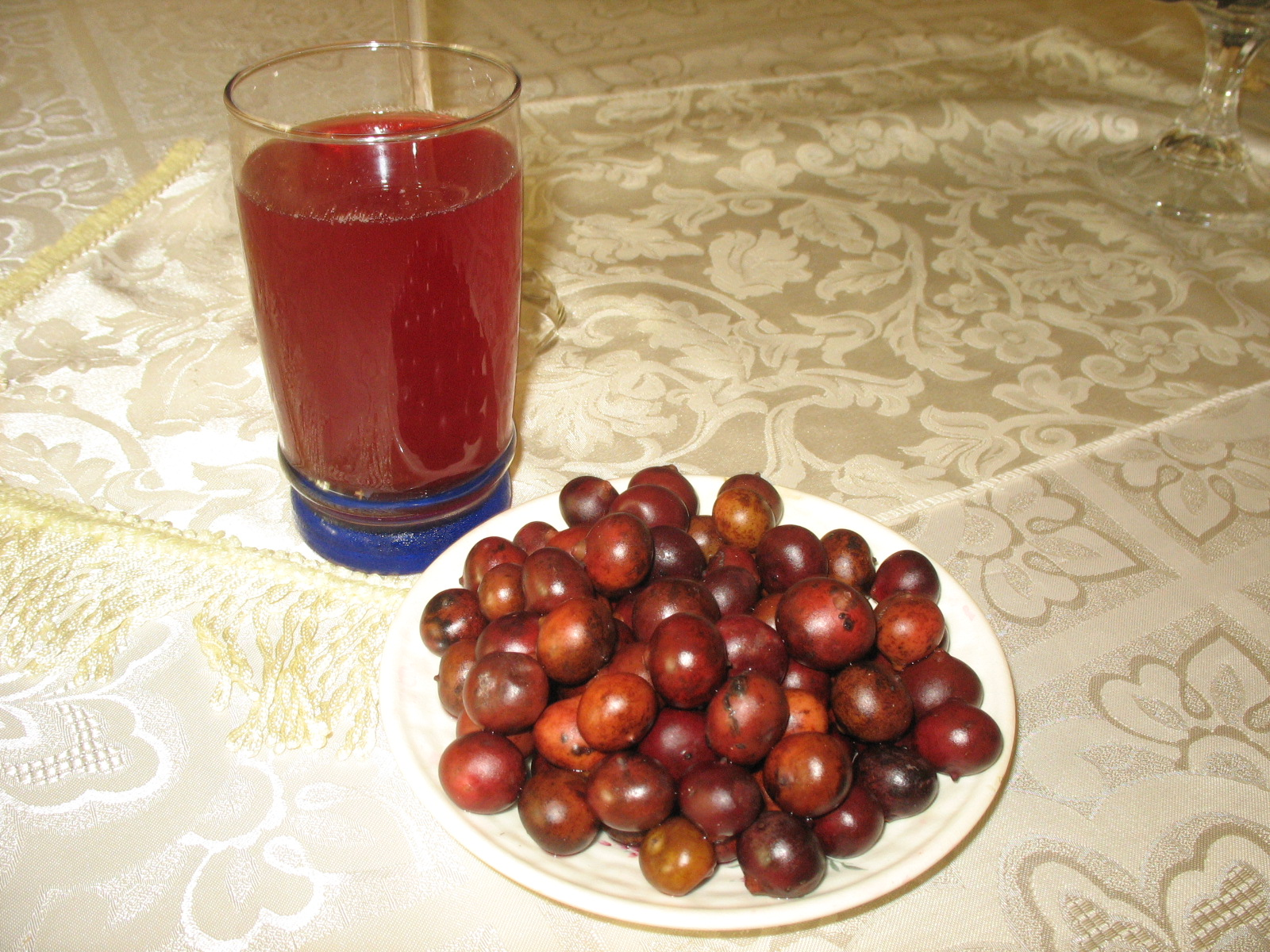